# کلیر کورلت
کلیر کورلت (انگلیسی: Claire Corlett؛ زادهٔ ۹ ژوئیهٔ ۱۹۹۹) بازیگر، صداپیشه و خواننده اهل کانادا است. وی از سال ۲۰۰۵ میلادی تاکنون مشغول فعالیت بوده‌است.
از فیلم‌ها یا مجموعه‌های تلویزیونی که وی در آن‌ها نقش داشته است، می‌توان به پونی کوچولوی من: دوستی معجزه است، پیش از آنکه بمیرم و باربی اشاره نمود.